# Чотири стихії (Арчімбольдо)
«Чоти́ри стихії» (італ. l Quattro elementi) — живописний цикл із чотирьох картин («Земля», «Вода», «Вогонь» і «Повітря»), створений італійським художником Джузеппе Арчімбольдо в 1566 році. Картини «Вогонь» та «Вода» зберігаються в Художньо-історичному музеї Відня. «Земля» — в Колекції Ліхтенштейнів також у Відні. «Повітря» в оригіналі не збереглося. Копія картини невизначеної дати перебуває у приватній колекції у Швейцарії. Портрети виконані олією на дереві. Розміри: «Вогонь» — 66,5 × 51 см, «Вода» — 66,5 × 50,5 см, «Повітря» — 74,4 × 56 см, «Земля» — 70 × 49 см.

## Історія
Джузеппе Арчімбольдо відомий насамперед своїми алегоричними циклами «Пори року» («Весна», «Літо», «Осінь», «Зима») та «Чотири стихії», які художник подарував імператорові Максиміліану II 1569 року. Картини покликані показати велич імператорського двору Габсбургів і затвердити сталість їхнього правління. У XVI столітті це були доволі новаторські роботи, наповнені деталями, які Арчімбольдо гармонійно поєднав у людські образи.

## Опис
Портрети Арчімбольдо наочно демонструють теорію Гештальта (від нім. Gestalt — форма) — теорію сприйняття форми. Людина бачить спочатку велику загальну форму, а потім помічає її деталі. Деякий час «Вода» або «Земля» сприймаються як портрети, і тільки потім ми роздивляємося риб або тварин[5]. Арчімбольдо впорядковує різноманіття окремих явищ, формуючи з них людську форму. Усі портрети написані в профіль і дивляться один на одного, утворюючи єдність. Подібно до «Пори року», «Чотири стихії» складені з природних одухотворених і неживих предметів. Земля складається з безлічі взаємопов'язаних наземних тварин. Рогаті олені оточують голову Землі, утворюючи «корону». Повітря зібране з незліченної кількості птахів, де велика увага приділяється імператорським орлу і павичу. Вода представлена змішаними між собою морськими тваринами, рибами, мушлями і червоними коралами, що також нагадують корону. З цього хаосу морських істот народжується портрет жінки. Вогонь, на відміну від інших стихій, створений із неживих предметів. Два кресала утворюють ніс і вухо. Палаюче вугілля подібне до скуйовдженого вогняного волосся. Тіло Вогню художник зібрав зі знарядь. Двоголовий орел і ланцюг навколо шиї з Орденом Золотого руна найяскравіше нагадують про імператора Максиміліана I

## Галерея

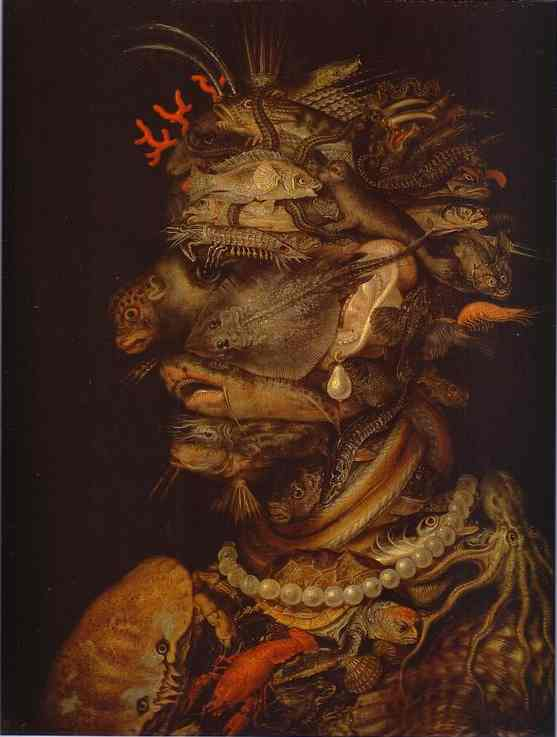
Вода, 1566
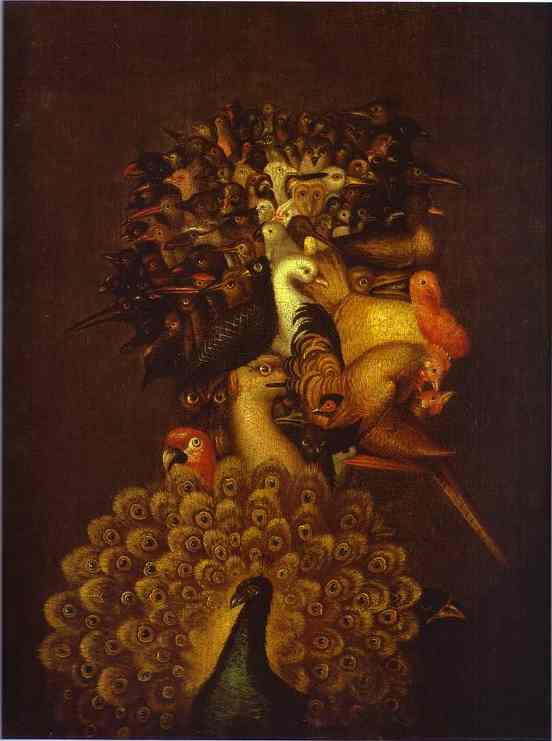
Повітря, близько 1566
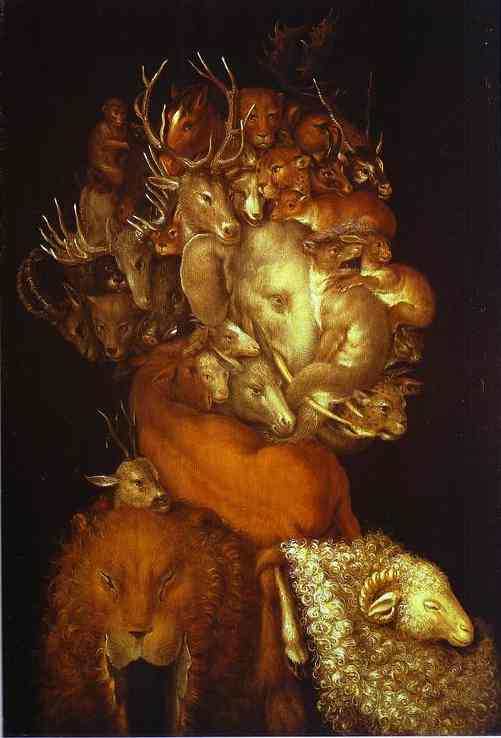
Земля, 1570
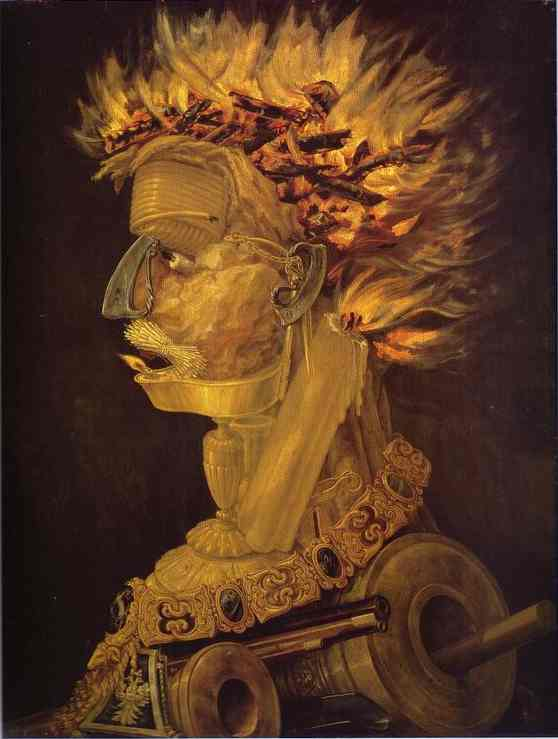
Вогонь, 1566